# Yodelice
Maxim Nucci (* 23. Februar 1979 in Créteil, Département Val-de-Marne; eigentlich Maxime Nouchy), Künstlername Yodelice, ist ein französischer Musiker.

## Karriere
Mit sechs Jahren lernte er Gitarre spielen und bereits mit 15 Jahren ging er für zwei Jahre an die London Music School, wo er auch als Gitarrenlehrer älteren Schülern Unterricht gab. Danach war er als Musiker unterwegs, mit der eigenen Band Max und mit Brother 2 Brother auf Spanientournee.
Anfang der 2000er wurde er von Universal in Frankreich unter Vertrag genommen und arbeitete zusammen mit Santiago Casariego, dem Ex-Mano-Negra-Schlagzeuger, als Songschreiber und Produzent für die Casting-Show-Band L5.
Mit einer eigenen Single hatte er erst einmal keinen Erfolg, aber mit dem Film Alive trat er 2004 erstmals selbst ins Rampenlicht. Er sorgte nicht nur für den Filmsoundtrack, sondern trat auch selbst als Schauspieler auf. Zudem begann seine Liaison mit der Popsängerin und Casting-Show-Gewinnerin Jenifer, was ihn zusätzlich bekannt machte. Für sie schrieb und produzierte er auch maßgeblich für ihr drittes Album Lunatique (2007).
Seine eigene Musikkarriere forcierte er ab 2006 unter dem Namen Maxim Nucci, als er im November sein gleichnamiges Debütalbum herausbrachte. Trotzdem gelang ihm nicht der Durchbruch. Erst nach der Trennung von Jenifer und mit einem Imagewechsel stellte sich 2008 der Erfolg ein. Er trat unter dem Namen Yodelice auf, mit Hut und aufgemalter Träne auf der Wange, und spielte traurig-bluesige Folksongs. Benannt hat er sich nach dem Casa Yodelice, wie sich das Haus an der südspanischen Küste nannte, wo sein Album Tree of Life entstand. Musikalisch unterstützen ihn einige bekannte Musiker wie der Schlagzeuger Abe Laboriel junior, schaffte er es im Mai 2009 auf Platz 11 der französischen Albumcharts und war auch in der Schweiz und im französischsprachigen Belgien erfolgreich.
In den Kinofilmen MR 73 – Bis dass der Tod dich erlöst (2008) und Kleine wahre Lügen (2010) hatte er einen Gastauftritt.

## Diskografie
Alben
- 2006: Maxim Nucci
- 2009: Tree of Life
- 2010: Cardioid
- 2013: Square Eyes
- 2014: Like a Million Dreams
- 2024: What’s the Cure

Singles
- Dis à l’amour
- 2009: Sunday with a Flu